# 钝齿铁线蕨
钝齿铁线蕨（学名：Adiantum venustum var. wuliangense）为铁线蕨科铁线蕨属下的一个变种。